# 大浜啓吉
大浜 啓吉（おおはま けいきち、1946年 - ）は、日本の法学者。専門は行政法。学位は、法学博士（学位論文「アメリカにおけるルールメイキングの研究」）。早稲田大学政治経済学術院教授を経て、早稲田大学名誉教授。高柳信一門下。

## 略歴
熊本市出身。熊本県立熊本高等学校を経て、早稲田大学第一法学部卒業。早稲田大学大学院政治学研究科博士前期課程修了（政治学修士）。その後、高柳信一東京大学名誉教授の知己を得て専修大学大学院に学び、「アメリカにおけるルールメイキングの研究」で法学博士の学位を取得。主査：高柳信一（東京大学名誉教授）、副査：小林直樹（東京大学名誉教授）、副査：石村善助（東京都立大学名誉教授）。
法学博士号取得後、専修大学専任講師、助教授を歴任し、1992年に早稲田大学政治経済学術院教授に就任。現在、早稲田大学名誉教授。

## 著書・共編著
- 「行政法学の現状分析」（兼子仁＝宮崎良夫と共編著）（勁草書房・1991年）
- 「行政法問題集」（成文堂・1993年）
- 「現代日本の法的論点」（勁草書房・1994年）
- 「行政救済法講義」（成文堂・1994年）
- 「都市復興の法と財政」（勁草書房・1997年）
- 「日本社会現状―政治学・経済学・法律学の視点から」（敬文堂・1997年）
- 「行政法総論」（岩波書店・1999年）
- 「都市と土地政策」（早稲田大学出版部・2002年）
- 「公共政策と法」（早稲田大学出版部・2005年）
- 「行政法総論(新版)」（岩波書店・2006年）
- 「行政裁判法・行政法講義Ⅱ」（岩波書店・2011年）
- 「行政法総論(第3版)」（岩波書店・2012年）
- 「自治体訴訟」（早稲田大学出版部・2012年）
- 「法の支配とは何か―行政法入門」（岩波新書・2016年）
- 「行政法総論・行政法講義Ⅰ(第4版)」（岩波書店・2019年）
- 「過去にならない恋」（水声社・2024年）

## 主要論文

### 研究論文

#### 行政法
- 「法の支配と行政訴訟」原田尚彦先生古稀記念論文集『法治国家と行政訴訟』（有斐閣・2004年）
- 「実質的証拠法則」ジュリスト別冊『行政法の争点（第三版）』（有斐閣・2004年）
- 「法律による行政の原理」『法学教室』275号（2003年）
- 「法の支配と行政法」塩野先生古稀祝賀論文集『行政法の発展と変革』（有斐閣・2001年）
- 「司法試験改革に異議有り」『中央公論』1998年8月号（1998年）
- 「日本における行政訴訟」（中国社会科学院での講演）張広福編『究政論叢第一卷』（中華人民共和国・法律出版社・1998年）
- 「地方公務員法の成り立ちと論点」『月刊自治研』（1996年）
- 「委任立法における裁量」『公法研究』55号（1993年）
- 「無名抗告訴訟と司法権」『専修大今村司法研究室40周年記念論集』（1990年）
- 「まちづくり法務の課題」『月刊自治研』2005年
- 「学問の自由と大学の自治」大浜啓吉編『公共政策と法』（早稲田大学出・2005年）
- 「認可と許可」『法学教室』141号（1992年）
- 「執行力について」『法学教室』144号（1992年）
- 「行政事件訴訟法における処分性」『法学教室』（1992年）
- 「行政事件訴訟法と立証責任」『法学教室』148号（1993年）

#### 憲法
- 「学問の自由と大学の自治」大浜啓吉編『公共政策と法』（早稲田大学出版部・2005年）
- 「信教の自由」（高柳信一と共著）『別冊法学セミナー・基本法コンメンタール憲法（第3版）』（日本評論者・1986年）
- 「学問の自由」（高柳信一と共著）『別冊法学セミナー・基本法コンメンタール憲法（第3版）』（日本評論者・1986年）

#### アメリカ法
- 「アメリカにおける行政手続」『比較法研究』59号（1998年）
- 「アメリカにおける行政手続 ― わが国の行政手続法との比較の視点から」『早稲田政治経済学雑誌』332号（1997年）
- 「行政決定手続の構造分析― アメリカにおけるインフォーマルな決定を中心に」『比較法学』〔早大比較法研究所〕29巻2号（1996年）
- 「制限審査法理の変容と法の支配」兼子仁他編『行政法の現状分析』（勁草書房）（1991年）
- 「インフォーマルな行政決定と司法審査の手続問題」『専修法学論集』52号（1990年）
- 「インフォーマルな行政決定と司法審査」『専修法学論集』50号（1989年）
- 「アメリカにおけるルールメイキングの研究⑴」『専修法研論集』1号（1987年）
- 「アメリカにおけるルールメイキングの研究⑵」『専修法研論集』2号（1988年）
- 「委任立法禁止の原則と司法審査」『法と経済』25号（1987年3月）
- 「アメリカにおけるルールメイキングの構造と展開
  - 『自治研究』62巻11号（1986年）
  - 『自治研究』62巻12号（1986年）
  - 『自治研究』63巻2号（1987年）
  - 『自治研究』63巻5号（1987年）
  - 『自治研究』63巻6号（1987年）
- 「アメリカにおける医療産業と病院合併(1)」（高島章好と共著）『比較法学』37巻1号（2003年）
- 「アメリカにおけるメディケアーの発展とデュー・プロセスの権利」（関根雅樹と共著）『比較法学』35巻2号（2002年）

#### 土地法
- 「まちづくり法務の課題」『月刊自治研』（自治研中央推進委員会事務局・2005年）
- 「所有権と土地政策」大浜啓吉編『都市と土地政策』（早稲田大学出版部・2002年）
- 「震災補償」塩崎勤＝澤野順彦編『震災関係訴訟法（裁判実務体系28巻）』（青林書院・1998年）
- 「減歩」塩崎勤＝澤野順彦編『震災関係訴訟法（裁判実務体系28巻）』（青林書院・1998年）
- 「法の支配と国家高権論―現代社会における都市形成権の確立に向けて」大浜啓吉編『現代日本社会の現状分析』（敬文堂・1997年）
- 「震災復興とまちづくり」大浜啓吉編『都市復興の法と財政』（勁草書房・1997年）
- 「都市形成と土地利用―土地法における公共性を巡って」『早稲田政治経済学雑誌』319号（1994年）
- 「戦後における都市法の生成 ― 土地法における公共性概念の生成」大浜啓吉編『現代日本の法的論点』（勁草書房・1994年）
- 「国有不動産利用の法律関係」
- 西村＝菅原＝寺田＝澤野編『現代借地・借家の法律実務Ⅲ』（ぎょうせい・1994年）
- 「空中権における公法上の諸問題」『法律時報』64卷4号（1992年）
- 「青梅市における要綱行政」東京都総務局編『西多摩地域における行財政の課題と実情』（1992年3月）
- 「土地法における公共性」『専修法学論集』55＝56号（1992年）
- 「青梅市における土地利用の現状と課題 ― 住宅開発を中心に」東京都総務局編『多摩川上流地域における行財政の構造』（1991年）
- 「空中権と公法」専修大学法学研究所『公法の諸問題Ⅲ』（1990年）
- 「青梅市の財政分析」東京都総務局編『多摩地域における行財政と自治の構造』（1990年）
- 「都市再開発と公共性」『ジュリスト増刊・行政法の争点（新版）』（1990年）
- 「官民共同再開発事業における行政財産の取り扱い」『不動産鑑定』1989年
- 「都市再開発の沿革としくみ」『ジュリスト』897号（1987年）
- 「地下空間利用に関する行政法規による規制」『ジュリスト』856号(1986年）

### その他
- 「司法試験過去問シリーズ解説・行政法」早稲田経営出版（1987年）
- 「合憲性推定と立法事実」Article5号（1986年）
- 「合憲性推定と立法事件(続)」Article6号（1986年）
- 「違憲審査の基準(一)」Article8号（1986年）
- 「違憲審査の基準(二)」Article9号（1986年）
- 「樹林保護及び緑化推進に関する条例」ジュリスト増刊『条例百選』（1992年）

### 判例研究
- 「住民訴訟における応接費用」（東京地判昭和58年5月27日）『自治研究』61卷6号（1985年6月）
- 「公務員の懲戒処分」（岡山地判昭和62年3月25日）『自治研究』65卷12号（1989年）
- 「土地改良法事件」（東京高判決平成元年7月4日）自治研究68卷1号
- 「委任立法の限界」（最高裁判所第三小法廷平成3年7月9日）『ジュリスト増刊平成3年度重要判例解説』（1992年10月）
- 「土地区画整理法の仮換地処分取消訴訟」（名古屋地裁判平成3年4月26日）『自治研究』69卷2号（1993年2月）
- 「理由付記」（最高裁判所第三小法廷昭和60年1月22日）『ジュリスト別冊行政判例百選（第三版）』（1993年5月）
- 「随意契約」（最高裁判所第三小法廷昭和62年5月19日）『ジュリスト別冊地方自治判例百選（第二版）』（1993年11月）
- 「国税通則法における審査請求人の閲覧請求の拒否事件」（東京地判平成4年3月18日）『自治研究』70卷1号（1994年1月）
- 「柏崎・刈羽原発訴訟」（新潟地判平成6年3月24日）『自治研究』71巻10号
- 「外国人と生活保護法」（東京地裁平成8年5月29日）『自治研究』74巻2号
- 「市街地再開発事業事実と民事訴訟法による明渡し事件」（東京高判平成11年7月22日）『自治研究』78巻3号（2002年）
- 「小田急線訴訟と行政裁量」『法学教室』257号（2002年2月号）
- 「私有地の賃貸借契約と住民訴訟」（最判平成14年10月15日）『自治研究』80巻8号2004年）
- 「成田土地収用事件」（最高裁平成15年12月4日）『判例評論』556号
- 「契約における違法性」（最高裁平成20年1月18日）『ジュリスト別冊地方自治判例百選（第4版）』55事件

### 翻訳
- E.GELLHORN,R.LEVIN著「現代アメリカ行政法」大浜啓吉=常岡孝好訳（木鐸社・1996年）

### 分担執筆
- 内田満編「現代政治小辞典」（プレーン出版・1999年6月）
- 淡路剛編「環境法事典」（有斐閣・2002年）

### 学会報告等
- 「委任立法における裁量」日本公法学会1992年10月中央大学
- 「アメリカにおける行政手続」比較法学会1997年6月青山学院大学
- 「日本における行政訴訟」中国社会科学院における講演1997年9月
- 「災害と公法」公法研究61号日本公法学会1998年シンポジウム司会「討論要旨」
- 「アメリカ連邦税法における税務調査」比較法学会1996年6月名古屋大学・司会
- 「アメリカにおける社会保障」比較法学会2000年6月明治大学・司会
- 「イギリス都市計画法と公正な審理―1989年人権法に基づくアルカンバリー判決を中心に」比較法学会2003年早稲田大学・司会
- 「アメリカにおける損失補償と司法審査」比較法学会2004年金沢大学・司会
- 「日本における都市形成と所有権」韓国土地公法学会における講演（2004年）

## 大浜理論
美濃部達吉・田中二郎・塩野宏に至る行政法学の伝統的行政法理論は、ドイツ帝国をモデルに形成されたものであり、天皇主権を原理とする大日本帝国憲法（明治憲法）制定時代に輸入されたものである。しかし、憲法が国を作るのであって、国が憲法を作るのではない。日本国憲法が作った国と大日本帝国憲法が作った国とは原理を異にする違う国であるから、日本国憲法下でそのまま通用させるべきではない。すなわち伝統的行政法理論が、ドイツ・プロイセンの通説であったオットー・マイヤー（1846ー1924年）の唱えた法治国家理論の内容（「法律の法規創造力の原則、法律の優位の原則、法律の留保の原則」）をそのまま維持しているのは、古い皮袋に新しい酒を盛るに等しい。換言すれば、国民主権の原理に相応しい行政法理論を創り出す必要がある。
日本国憲法はアメリカ憲法の影響を強く受けたものであり、「法の支配」を基本原理としている。すなわち基本的人権の尊重を基本的価値として、国民主権の原理を採用しており、国家は市民社会における公共的問題を処理する機関として作られたものにすぎない。行政法理論は、「法の支配」の原理からに新しい原理を引き出さなければならない（大浜啓吉著『法の支配とは何か』参照）。
大浜行政法理論の特色の第一は、「法の支配」の原理を採用していることの強調にあり、法治国家論とは歴史も構造も異なることを明らかにした点にある。
第二に、法の支配に基づく行政法理論にあたっては、法制定（立法）の原理と法執行の原理を峻別すべきである。現代国家は形式的には三権分立を採用しているが、実質的には行政権の役割が肥大化しており、その活動は立法過程にも及んでいる。日本では、内閣提出法案が90％を超えるが、法案そのものが行政権（官僚）によって作られている。行政組織法についても、行政作用法についても、実質的には行政権の果たす役割は決定的に重要である。したがって行政法の対象は法規が「国民の権利義務に影響を与えるかどうか」を基準として考察するだけでは不十分であり、立法過程そのものを考察の対象にしなければならない。具体的に述べれば、法制定の原理の基礎にあるのはデュー・プロセスの法理であり、「正義に適った法」であることが要請される。その意味で、憲法13条「立法その他国政の上で、最大の尊重を必要とする」の文言は第一次的に立法者に向けられていることに注意しなければならない。
第三に、法執行の原理は、意思自治原則を基礎に考察されるべきである。意思自治原則は民法では私的自治として現れ、行政法では「法律に基づく行政の原理」として現れる。具体的には、授権執行の原則、適法処分の原則、デュー・プロセスの原則、裁判的救済の原則からなると考えなければならない（大浜啓吉著『行政法総論（第4版）」。